# ليف لوند
ليف لوند (بالنرويجية البوكمول: Leif Lund)‏ هو سياسي نرويجي، ولد في 24 سبتمبر 1942، وتوفي في 30 مايو 2004. حزبياً، نشط في حزب العمال. وقد انتخب عضو برلمان النرويج ‏.